# Ulica Syreny w Warszawie
Ulica Syreny – ulica w warszawskiej dzielnicy Wola.

## Przebieg
Ulica rozpoczyna swój bieg na skrzyżowaniu z ul. Wolską. Ulica biegnie na północ, krzyżuje się najpierw z ul. św. Wojciecha, następnie z ul. Rabsztyńską i ul. Górczewską. Dalej biegnie mijając ul. Żytnią, ul. Grenady, następnie tworzy nawrotkę na wysokości Gimnazjum nr 47, mija ulicę osiedlową prowadzącą do torów kolei obwodowej oraz ul. Agawy i ul. Złocienia, kończąc swój bieg przy skrzyżowaniu z ul. Zawiszy.
Od 2020, w związku z rozszerzeniem strefy płatnego parkowania, na odcinku od ul. Górczewskiej do ul. św. Wojciecha jest ulicą jednokierunkową. 

## Ważniejsze obiekty
- Stacja metra Młynów
- Syreny 5/7 – Szkoła Podstawowa nr 139
- Syreny 11 – dom zakonny sióstr felicjanek
- Syreny 14 – Przedsiębiorstwo Zaopatrzenia PKS
- Syreny 18 – Ośrodek Pomocy Społecznej
- Syreny 23 – Urząd Komisji Nadzoru Finansowego (a wcześniej GINB)
- Zawiszy 13, przy Syreny – Technikum Ekonomiczne nr 4